# Grand Prix-wegrace van Groot-Brittannië 1989
De Grand Prix-wegrace van Groot-Brittannië 1989 was de twaalfde Grand Prix van het wereldkampioenschap wegrace-seizoen 1989. De races werden verreden op 6 augustus 1989 op Donington Park nabij Castle Donington (Leicestershire). Tijdens deze Grand Prix kwamen de 125cc-, 250cc-, 500cc- en de zijspanklasse aan de start. In deze Grand Prix werd de wereldtitel in de 250cc-klasse beslist.

## Algemeen
In Engeland ontbrak Freddie Spencer, die door Giacomo Agostini per race betaald werd, maar die in de GP van Frankrijk al na drie ronden was gestopt. Agostini was diep teleurgesteld in de Amerikaan en besloot hem voor de Britse GP gewoon te betalen, als hij maar thuis bleef. Liever zette Agostini zijn 250cc-rijder Luca Cadalora op de Yamaha YZR 500 van Spencer. Sito Pons reed zijn honderdste Grand Prix en vierde dat met een overwinning én de wereldtitel.

## 500cc-klasse

### De training
Ter voorbereiding van de Britse Grand Prix had Luca Cadalora de Yamaha YZR 500 al getest in Misano. Niet tevergeefs want hij reed in Donington de vijfde tijd en dat was Freddie Spencer het hele seizoen nog niet gelukt. Cadalora was weliswaar exact een seconde trager dan Kevin Schwantz, maar het verschil met Wayne Rainey was slechts 0,3 seconde en zijn teamgenoot Niall Mackenzie was slechts zesde. Ron Haslam had zijn duim in training van de Franse GP gebroken maar reed desondanks de negende tijd. 

#### Trainingstijden

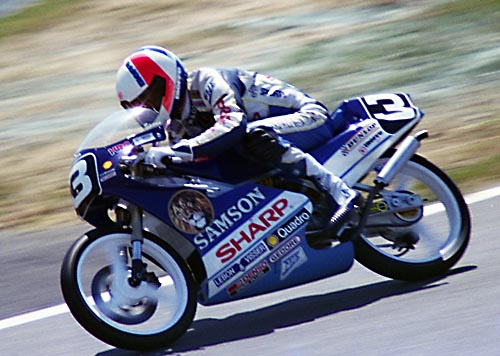
Hans Spaan won de 125cc-race.

| Pos | Coureur             | Merk                               | Tijd    |
| --- | ------------------- | ---------------------------------- | ------- |
| 1.  | Kevin Schwantz      | Pepsi-Suzuki                       | 1"34'05 |
| 2.  | Eddie Lawson        | Kanemoto Racing-Rothmans-HRC-Honda | 1"34'30 |
| 3.  | Wayne Rainey        | Roberts-Lucky Strike-Yamaha        | 1"34'84 |
| 4.  | Christian Sarron    | Gauloises-Sonauto-Yamaha           | 1"34'89 |
| 5.  | Luca Cadalora       | Agostini-Marlboro-Yamaha           | 1"35'05 |
| 6.  | Niall Mackenzie     | Agostini-Marlboro-Yamaha           | 1"35'10 |
| 7.  | Pierfrancesco Chili | Gallina-HB-HRC-Honda               | 1"35'44 |
| 8.  | Kevin Magee         | Roberts-Lucky Strike-Yamaha        | 1"35'60 |
| 9.  | Ron Haslam          | Pepsi-Suzuki                       | 1"35'69 |
| 10. | Wayne Gardner       | Rothmans-HRC-Honda                 | 1"35'72 |

### De race
Kevin Schwantz nam meteen de leiding in de race, voor Wayne Rainey, Christian Sarron, Eddie Lawson en de verrassende sterk acterende Niall Mackenzie, die zich op Donington Park goed thuisvoelde. Mackenzie nam zelfs een halve ronde de leiding, maar moest het hoofd buigen voor Schwantz, die duidelijk de sterkste van de kopgroep was. Schwantz wist samen met Mackenzie los de komen van de rest en in de tweede helft van de race ging hij er alleen vandoor. Mackenzie werd ingelopen door Lawson en Rainey, die - volgens eigen zeggen - nog geluk had dat hij Mackenzie uiteindelijk achter zich kon houden. Rainey's machine was niet goed afgesteld, maar Mackenzie kreeg problemen met zijn banden en in de laatste ronde hield zijn machine in door brandstofgebrek. Lawson had ook tijd verloren bij het inhalen van achterblijvers, vooral doordat Fred Merkel in gevecht was met Roger Burnett. Luca Cadalora debuteerde in de 500cc-klasse met de achtste plaats. 
| Pos | Coureur                      | Merk                               | Tijd      | Grid | Punten |
| --- | ---------------------------- | ---------------------------------- | --------- | ---- | ------ |
| 1   | Kevin Schwantz               | Pepsi-Suzuki                       | 46"31'95  | 1    | 20     |
| 2   | Eddie Lawson                 | Kanemoto Racing-Rothmans-HRC-Honda | 46"37'60  | 2    | 17     |
| 3   | Wayne Rainey                 | Roberts-Lucky Strike-Yamaha        | 46"56'98  | 3    | 15     |
| 4   | Niall Mackenzie              | Agostini-Marlboro-Yamaha           | 47"03'58  | 6    | 13     |
| 5   | Christian Sarron             | Gauloises-Sonauto-Yamaha           | 47"23'50  | 4    | 11     |
| 6   | Kevin Magee                  | Roberts-Lucky Strike-Yamaha        | 47"27'40  | 8    | 10     |
| 7   | Ron Haslam                   | Pepsi-Suzuki                       | 47"27'61  | 9    | 9      |
| 8   | Luca Cadalora                | Agostini-Marlboro-Yamaha           | 47"27'79  | 5    | 8      |
| 9   | Pierfrancesco Chili          | Gallina-HB-HRC-Honda               | 48"05'45  | 7    | 7      |
| 10  | Rob McElnea                  | Cabin-HRC-Honda                    | +1 ronde  | 11   | 6      |
| 11  | Fred Merkel                  | Gallina-HB-HRC-Honda               | +1 ronde  | 14   | 5      |
| 12  | Roger Burnett                | Rothmans-HRC-Honda                 | +1 ronde  | 13   | 4      |
| 13  | Marco Gentile                | Fior-Marlboro-Yamaha               | +1 ronde  | 15   | 3      |
| 14  | Fabio Biliotti               | Team Katayama-Honda                | +1 ronde  | 20   | 2      |
| 15  | Simon Buckmaster             | Team Katayama-Honda                | +2 ronden | 17   | 1      |
| 16  | Marco Papa                   | Greco-Paton                        | +2 ronden | 23   |        |
| 17  | Robert Holden                | Francis Heill-Honda                | +2 ronden | 26   |        |
| 18  | Bruno Kneubühler             | Römer-Honda                        | +2 ronden | 27   |        |
| 19  | Claude Albert                | Suzuki                             | +2 ronden | 22   |        |
| 20  | Andreas Leuthe               | Librenti-Suzuki                    | +2 ronden | 30   |        |
| 21  | Sepp Doppler                 | Honda                              | +2 ronden | 29   |        |
| 22  | Fernando González De Nicolás | Club Cross Pozuelo-Honda           | +2 ronden | 31   |        |
| 23  | Peter Graves                 | Honda                              | +3 ronden | 36   |        |

| Coureur           | Merk                                     | Oorzaak                                  | Grid |
| ----------------- | ---------------------------------------- | ---------------------------------------- | ---- |
| Rachel Nicotte    | Ville de Plaisir-Jacadi-Chevallier-Honda | Ville de Plaisir-Jacadi-Chevallier-Honda | 16   |
| Juan López Mella  | Xunta-Honda                              |                                          | 24   |
| Alessandro Valesi | Iberna-Yamaha                            |                                          | 21   |
| Niggi Schmassmann | Technotron-Honda                         |                                          | 25   |
| Cees Doorakkers   | Honda                                    |                                          | 19   |
| Alan Carter       | Honda                                    |                                          | 18   |
| Mark Phillips     | Suzuki                                   |                                          | 32   |
| Dominique Sarron  | ELF-ROC-HRC-Honda                        | Val                                      | 12   |
| Wayne Gardner     | Rothmans-HRC-Honda                       | Ontsteking                               | 10   |
| David Crampton    | Suzuki                                   |                                          | 35   |
| John Mossey       | Suzuki                                   |                                          | 34   |
| Ian Pratt         | Suzuki                                   |                                          | 33   |

| Coureur         | Merk  | Oorzaak | Grid |
| --------------- | ----- | ------- | ---- |
| Andy McGladdery | Honda |         | 28   |

| Coureur        | Merk         |
| -------------- | ------------ |
| Eddie Laycock  | Millar-Honda |
| Larry Vacondio | Suzuki       |

| Coureur           | Merk                             | Oorzaak                          |
| ----------------- | -------------------------------- | -------------------------------- |
| Mick Doohan       | Rothmans-HRC-Honda               | Blessure                         |
| Norihiko Fujiwara | Tech 21-Yamaha                   | [ 3 ]                            |
| Shinichi Ito      | Seed-HRC-Honda                   | [ 4 ]                            |
| Tadahiko Taira    | Tech 21-Yamaha                   | Gezin                            |
| Shunji Yatsushiro | Pentax-HRC-Honda                 | [ 4 ]                            |
| Randy Mamola      | Cagiva Corse                     | Blessure                         |
| Freddie Spencer   | Agostini-Marlboro-Yamaha         | Ontslagen                        |
| Kunio Machii      | Nescafé-Yamaha                   | [ 4 ]                            |
| Michael Rudroff   | Rallye Sport-Honda               |                                  |
| Bubba Shobert     | Cabin-HRC-Honda USA              | Gewond                           |
| Alois Meyer       | Rallye Sport-Honda               |                                  |
| Romolo Balbi      | Honda                            |                                  |
| Massimo Broccoli  | Cagiva Corse                     |                                  |
| Michael Dowson    | Yamaha                           |                                  |
| Adrien Morillas   | ELF-ROC-HRC-Honda                | [ 7 ]                            |
| John Kocinski     | Roberts-Yamaha                   | [ 8 ]                            |
| Ernst Gschwender  | Suzuki Deutschland               |                                  |
| Thierry Crine     | Konica Minolta-Suzuki            | [ 9 ]                            |
| Alberto Rota      | Yamaha                           |                                  |
| Peter Lindén      | Flygvapnet-Eurovan Germany-Honda | Flygvapnet-Eurovan Germany-Honda |

| Pos | Coureur             | Merk                               | Ptn   |
| --- | ------------------- | ---------------------------------- | ----- |
| 1   | Wayne Rainey        | Roberts-Lucky Strike-Yamaha        | 180,5 |
| 2   | Eddie Lawson        | Kanemoto Racing-Rothmans-HRC-Honda | 174   |
| 3   | Christian Sarron    | Gauloises-Sonauto-Yamaha           | 127,5 |
| 4   | Kevin Schwantz      | Pepsi-Suzuki                       | 122,5 |
| 5   | Kevin Magee         | Roberts-Lucky Strike-Yamaha        | 108,5 |
| 6   | Pierfrancesco Chili | Gallina-HB-HRC-Honda               | 102   |
| 8   | Niall Mackenzie     | Agostini-Marlboro-Yamaha           | 73    |
| 7   | Mick Doohan         | Rothmans-HRC-Honda                 | 68    |
| 9   | Ron Haslam          | Pepsi-Suzuki                       | 57    |
| 10  | Wayne Gardner       | Rothmans-HRC-Honda                 | 43    |

## 250cc-klasse

### De training
Ondanks zijn drukke trainingen met de Yamaha YZR 500 wist Luca Cadalora poleposition te veroveren. Twee Yamaha-rijders waren weer sterker dan die van Honda, naast Cadalora ook Juan Garriga. Sito Pons reed de vierde tijd, maar voor hem was het alleen belangrijk sneller te zijn dan zijn naaste concurrent Jacques Cornu. 

#### Trainingstijden
| Pos | Coureur          | Merk                        | Tijd    |
| --- | ---------------- | --------------------------- | ------- |
| 1.  | Luca Cadalora    | Agostini-Marlboro-Yamaha    | 1"38'31 |
| 2.  | Juan Garriga     | Nieto-Ducados-Repsol-Yamaha | 1"38'55 |
| 3.  | Loris Reggiani   | HB-HRC-Honda                | 1"38'62 |
| 4.  | Sito Pons        | Campsa-JJ Cobas-HRC-Honda   | 1"38'66 |
| 5.  | Jacques Cornu    | Lucky Strike-ELF-HRC-Honda  | 1"38'73 |
| 6.  | Reinhold Roth    | HB-Shoei-HRC-Honda          | 1"39'13 |
| 7.  | Carlos Cardús    | Repsol-HRC-Honda España     | 1"39'15 |
| 8.  | Masahiro Shimizu | Ajinomoto-HRC-Honda         | 1"39'34 |
| 9.  | Gary Cowan       | Docshop-Yamaha              | 1"39'37 |
| 10. | Martin Wimmer    | Hein Gericke-Aprilia-Rotax  | 1"39'43 |

### De race

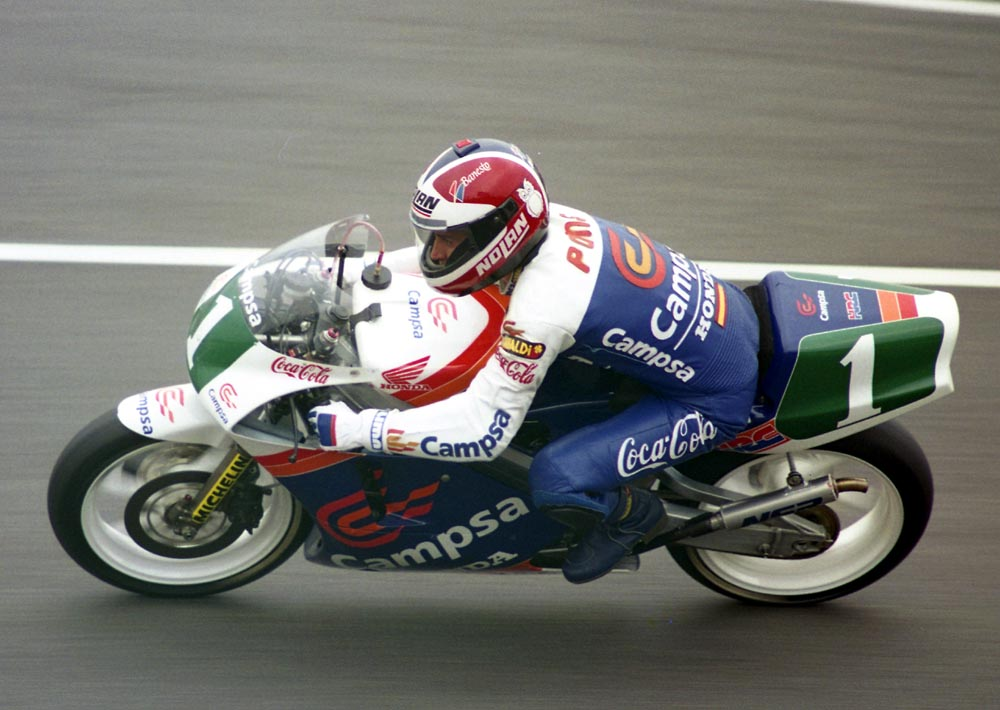
Sito Pons won de Grand Prix en was nu al wereldkampioen.

Luca Cadalora maakte een valse start en kreeg daarvoor een startminuut. Zijn race was daarmee feitelijk over, temeer omdat hij als laatste weg was omdat hij zijn machine opnieuw moest aanduwen. Na de start ging Reinhold Roth aan de leiding voor Loris Reggiani, Masahiro Shimizu, Jacques Cornu, Martin Wimmer en Sito Pons. De kopgroep wisselde voortdurend van positie tot in de achtste ronde, toen Sito Pons er vandoor ging. Hij kon vrij gemakkelijk wegrijden en won met zeven seconden voorsprong op Reinhold Roth. Door deze overwinning was Sito Pons in het WK niet meer in te halen en was hij voor de tweede keer wereldkampioen. Cadalora had intussen na vijftien rondjes in kansloze positie opgegeven. Hij spaarde zijn krachten voor de 500cc-race.
| Pos | Coureur                   | Merk                            | Tijd     | Grid | Punten |
| --- | ------------------------- | ------------------------------- | -------- | ---- | ------ |
| 1   | Sito Pons                 | Campsa-JJ Cobas-HRC-Honda       | 43"06'81 | 4    | 20     |
| 2   | Reinhold Roth             | HB-Shoei-HRC-Honda              | 43"13'46 | 6    | 17     |
| 3   | Masahiro Shimizu          | Ajinomoto-HRC-Honda             | 43"14'19 | 8    | 15     |
| 4   | Jacques Cornu             | Lucky Strike-ELF-HRC-Honda      | 43"14'44 | 5    | 13     |
| 5   | Loris Reggiani            | HB-HRC-Honda                    | 43"19'87 | 3    | 11     |
| 6   | Juan Garriga              | Nieto-Ducados-Repsol-Yamaha     | 43"21'08 | 2    | 10     |
| 7   | Helmut Bradl              | HB-Römer-HRC-Honda              | 43"26'35 | 11   | 9      |
| 8   | Carlos Lavado             | Rudy Project-Aprilia-Rotax      | 43"44'65 | 14   | 8      |
| 9   | Gary Cowan                | Docshop-Yamaha                  | 43"45'69 | 9    | 7      |
| 10  | Wilco Zeelenberg          | Samson-Sharp-HRC-Honda          | 43"47'88 | 20   | 6      |
| 11  | Martin Wimmer             | Hein Gericke-Aprilia-Rotax      | 43"50'96 | 10   | 5      |
| 12  | Stefano Caracchi          | Honda                           | 43"54'13 | 19   | 4      |
| 13  | Alex Barros               | McDonald's-Venemotos-Yamaha     | 43"57'04 | 25   | 3      |
| 14  | Jochen Schmid             | Honda                           | 43"57'67 | 29   | 2      |
| 15  | Adrien Morillas           | Yamaha                          | 43"57'88 | 26   | 1      |
| 16  | Alberto Puig              | Nieto-Ducados-Yamaha            | 43"58'60 | 13   |        |
| 17  | Daniel Amatriaín          | Team Katayama-Ducados-HRC-Honda | 44"05'23 | 33   |        |
| 18  | Hans Becker               | Honda                           | 44"17'07 | 23   |        |
| 19  | Harald Eckl               | Römer-Aprilia-Rotax             | 44"18'54 | 28   |        |
| 20  | Alain Bronec              | Aprilia-Rotax                   | 44"21'46 | 37   |        |
| 21  | August Auinger            | Project Consult-Yamaha          | 44"21'75 | 34   |        |
| 22  | Manfred Herweh            | Yamaha                          | 44"38'98 | 16   |        |
| 23  | Andreas Preining          | Aprilia-Rotax                   | 44"40'06 | 27   |        |
| 24  | Patrick van den Goorbergh | Docshop-Yamaha                  | 44"40'75 | 35   |        |
| 25  | Bernard Haenggeli         | Yamaha                          | +1 ronde | 30   |        |
| 26  | Maurizio Vitali           | Honda                           | +1 ronde | 31   |        |
| 27  | Jean-François Baldé       | Yamaha                          | +1 ronde | 36   |        |

| Coureur            | Merk                     | Oorzaak | Grid |
| ------------------ | ------------------------ | ------- | ---- |
| Luca Cadalora      | Agostini-Marlboro-Yamaha |         | 1    |
| Carlos Cardús      | Repsol-HRC-Honda España  | Val     | 7    |
| Didier de Radiguès | Aprilia-Rotax            |         | 12   |
| Renzo Colleoni     | Aprilia-Rotax            | Val     | 15   |
| Toshihiko Honma    | Yamaha                   | Val     | 18   |
| Fausto Ricci       | FMI-Aprilia-Rotax        | Val     | 21   |
| Paolo Casoli       | Pileri-AGV-Honda         |         | 22   |
| Alberto Rota       | FMI-Aprilia-Rotax        |         | 24   |
| Kevin Mitchell     | Yamaha                   |         | 32   |

| Coureur              | Merk                     | Oorzaak  | Grid |
| -------------------- | ------------------------ | -------- | ---- |
| Jean-Philippe Ruggia | Gauloises-Sonauto-Yamaha | Blessure | 17   |

| Coureur             | Merk            |
| ------------------- | --------------- |
| Luis Lavado         | Yamaha          |
| Engelbert Neumair   | Aprilia-Rotax   |
| Darren Milner       | Yamaha          |
| René Delaby         | Yamaha          |
| Urs Jücker          | Yamaha          |
| Jean-François Foray | Yamaha          |
| Ian McConnachie     | Yamaha          |
| Marty Jupp          | Yamaha          |
| Nigel Bosworth      | Aprilia-Rotax   |
| Woolsey Coulter     | Aprilia-Rotax   |
| Massimo Matteoni    | Yamaha          |
| Virginio Ferrari    | Gazzaniga-Rotax |
| Andy Leisner        | Honda           |

| Coureur            | Merk            | Oorzaak |
| ------------------ | --------------- | ------- |
| Jim Filice         | HRC-Honda       | [ 11 ]  |
| John Kocinski      | Roberts-Yamaha  | [ 12 ]  |
| Marcellino Lucchi  | Aprilia-Rotax   |         |
| Tadayuki Okada     | Cabin-HRC-Honda | [ 4 ]   |
| Toshinobu Shiomori | Yamaha          | [ 4 ]   |
| Daryl Beattie      | Honda           |         |
| Junya Arai         | Honda           | [ 4 ]   |

| Pos | Coureur                    | Merk                                   | Ptn |
| --- | -------------------------- | -------------------------------------- | --- |
| 1   | Sito Pons (wereldkampioen) | Campsa-JJ Cobas-HRC-Honda              | 216 |
| 2   | Jacques Cornu              | Lucky Strike-ELF-HRC-Honda             | 150 |
| 3   | Reinhold Roth              | HB-Römer-HRC-Honda/ HB-Shoei-HRC-Honda | 143 |
| 4   | Carlos Cardús              | Repsol-HRC-Honda España                | 130 |
| 5   | Jean-Philippe Ruggia       | Gauloises-Sonauto-Yamaha               | 110 |
| 6   | Luca Cadalora              | Agostini-Marlboro-Yamaha               | 86  |
| 7   | Masahiro Shimizu           | Ajinomoto-HRC-Honda                    | 82  |
| 8   | Juan Garriga               | Nieto-Ducados-Repsol-Yamaha            | 78  |
| 9   | Helmut Bradl               | HB-Römer-HRC-Honda                     | 69  |
| 10  | Martin Wimmer              | Hein Gericke-Aprilia-Rotax             | 53  |

## 125cc-klasse

### De training
Dat Hans Spaan de snelste was in de trainingen was men wel gewend sinds de laatste drie GP's, maar meer dan een seconde verschil met Àlex Crivillé en Ezio Gianola was wel veel. Spaan reed met een nieuwe, zelfgemaakte uitlaat en een elektrische waterpomp.

#### Trainingstijden
| Pos | Coureur           | Merk                       | Tijd    |
| --- | ----------------- | -------------------------- | ------- |
| 1.  | Hans Spaan        | Samson-Sharp-Honda         | 1"43'75 |
| 2.  | Àlex Crivillé     | Marlboro-JJ Cobas-Rotax    | 1"44'98 |
| 3.  | Ezio Gianola      | Pileri-AGV-Honda           | 1"45'14 |
| 4.  | Jorge Martínez    | Nieto-Ducados-Cepsa-Derbi  | 1"45'33 |
| 5.  | Allan Scott       | Honda                      | 1"45'57 |
| 6.  | Stefan Prein      | Honda                      | 1"45'84 |
| 7.  | Hisashi Unemoto   | Fukuda-Honda               | 1"46'13 |
| 8.  | Herri Torrontegui | Honda                      | 1"46'56 |
| 9.  | Fausto Gresini    | FMI-Marlboro-Aprilia-Rotax | 1"46'75 |
| 10. | Koji Takada       | Fukuda-Honda               | 1"46'81 |

### De race
Vlak voor de start kreeg Hans Spaan van HRC-verantwoordelijke Irie de opdracht om zijn elektrische waterpomp te vervangen door de originele mechanische pomp. Daardoor liep de temperatuur in de opwarmronde te hoog op, waardoor Spaan voor de start nog tape van zijn radiateur moest trekken. In de race konden Ezio Gianola, Àlex Crivillé, Jorge Martínez, Allan Scott en Stefan Prein Spaan twee ronden volgen, maar daarna gaf Spaan gas en hij won de race met vijf seconden voorsprong. Crivillé deed goede zaken door weer twee punten in te lopen op Gianola, waardoor het verschil in het WK nog maar twee punten bedroeg. 
| Pos | Coureur            | Merk                       | Tijd      | Grid | Punten |
| --- | ------------------ | -------------------------- | --------- | ---- | ------ |
| 1   | Hans Spaan         | Samson-Sharp-Honda         | 42"10'64  | 1    | 20     |
| 2   | Àlex Crivillé      | Marlboro-JJ Cobas-Rotax    | 42"19'43  | 2    | 17     |
| 3   | Ezio Gianola       | Pileri-AGV-Honda           | 42"23'31  | 3    | 15     |
| 4   | Stefan Prein       | Honda                      | 42"26'86  | 6    | 13     |
| 5   | Hisashi Unemoto    | Fukuda-Honda               | 42"57'97  | 7    | 11     |
| 6   | Domenico Brigaglia | Garelli                    | 43"07'85  | 15   | 10     |
| 7   | Doriano Romboni    | Honda                      | 43"08'14  | 12   | 9      |
| 8   | Fausto Gresini     | FMI-Marlboro-Aprilia-Rotax | 43"08'56  | 9    | 8      |
| 9   | Adi Stadler        | Honda                      | 43"09'66  | 16   | 7      |
| 10  | Robin Appleyard    | Honda                      | 43"10'27  | 11   | 6      |
| 11  | Koji Takada        | Fukuda-Honda               | 43"18'64  | 10   | 5      |
| 12  | Luis Miguel Reyes  | Marlboro-Honda             | 43"25'89  | 36   | 4      |
| 13  | Dirk Raudies       | Honda                      | 43"27'50  | 30   | 3      |
| 14  | Bady Hassaine      | Honda                      | 43"29'35  | 24   | 2      |
| 15  | Flemming Kistrup   | Honda                      | 43"37'87  | 17   | 1      |
| 16  | Julián Miralles    | Nieto-Ducados-Cepsa-Derbi  | 43"38'31  | 25   |        |
| 17  | Steve Patrickson   | Honda                      | 43"38'82  | 20   |        |
| 18  | Heinz Lüthi        | Honda                      | 43"42'40  | 23   |        |
| 19  | Herri Torrontegui  | Honda                      | 43"42'65  | 8    |        |
| 20  | Manfred Fischer    | Honda                      | 43"57'62  | 32   |        |
| 21  | Manuel Hernández   | Honda                      | +1 ronde  | 27   |        |
| 22  | Hervé Duffard      | Honda                      | +1 ronde  | 29   |        |
| 23  | Rob Orme           | Honda                      | +1 ronde  | 33   |        |
| 24  | Johnny Wickström   | Honda                      | +1 ronde  | 34   |        |
| 25  | Hubert Abold       | Honda                      | +1 ronde  | 28   |        |
| 26  | Mike Leitner       | Honda                      | +1 ronde  | 26   |        |
| 27  | Alan Patterson     | Honda                      | +4 ronden | 31   |        |

| Coureur           | Merk                      | Oorzaak   | Grid |
| ----------------- | ------------------------- | --------- | ---- |
| Jorge Martínez    | Nieto-Ducados-Cepsa-Derbi | Vastloper | 4    |
| Allan Scott       | Honda                     |           | 5    |
| Alex Bedford      | 7Up-EMC-Rotax             |           | 13   |
| Robin Milton      | Honda                     |           | 14   |
| Ralf Waldmann     | Seel                      |           | 18   |
| Corrado Catalano  | Gazzaniga-Rotax           |           | 19   |
| Bruno Casanova    | Aprilia-Rotax             |           | 21   |
| Stefan Dörflinger | Marlboro-Aprilia-Rotax    |           | 22   |
| Trevor Manley     | Honda                     |           | 35   |

| Coureur              | Merk                    |
| -------------------- | ----------------------- |
| Taru Rinne           | Servisco-Honda          |
| Lucio Pietroniro     | Honda                   |
| Othmar Schuler       | Honda                   |
| Thierry Feuz         | Honda                   |
| Gerhard Waibel       | Honda                   |
| Kasuya Yamada        | Honda                   |
| Stuart Edwards       | Honda                   |
| Serge Julin          | Honda                   |
| Klaus-Dieter Kindle  | Honda                   |
| Peter Öttl           | Krauser                 |
| Rafael Roses         | Metrakit-JJ Cobas-Rotax |
| Kryszstof Galatowicz | Honda                   |
| Ray Murphy           | Honda                   |
| Emilio Cuppini       | Garelli                 |
| Gastone Grassetti    | Honda                   |
| Jos van Dongen       | Casal                   |
| Valerio Vivarelli    | Rotax                   |

| Coureur             | Merk              | Oorzaak |
| ------------------- | ----------------- | ------- |
| Alfred Waibel       | Honda             |         |
| Bruno Casanova      | FMI-Aprilia-Rotax |         |
| Masayuki Hirose     | Honda             | [ 4 ]   |
| Kenishi Yoshida     | Honda             | [ 4 ]   |
| Jean-Claude Selini  | Honda             |         |
| Masato Shima        | Honda             | [ 4 ]   |
| Yukata Fujiwara     | Honda             | [ 4 ]   |
| Kazuaki Yamashita   | Honda             | [ 4 ]   |
| Shin'ichi Fujiyama  | Honda             | [ 4 ]   |
| Ian Saunders        | Honda             |         |
| Jean-Pierre Jeandat | Honda             |         |
| Gabriele Debbia     | Aprilia-Rotax     |         |

| Pos | Coureur         | Merk                       | Ptn |
| --- | --------------- | -------------------------- | --- |
| 1   | Ezio Gianola    | Pileri-AGV-Honda           | 128 |
| 2   | Àlex Crivillé   | Marlboro-JJ Cobas-Rotax    | 126 |
| 3   | Hans Spaan      | Samson-Sharp-Honda         | 118 |
| 4   | Hisashi Unemoto | Fukuda-Honda               | 93  |
| 5   | Julián Miralles | Nieto-Ducados-Cepsa-Derbi  | 90  |
| 6   | Fausto Gresini  | FMI-Marlboro-Aprilia-Rotax | 89  |
| 7   | Koji Takada     | Fukuda-Honda               | 75  |
| 8   | Stefan Prein    | Honda                      | 67  |
| 9   | Adi Stadler     | Honda                      | 47  |
| 10  | Robin Milton    | Honda                      | 46  |
| 10  | Jorge Martínez  | Nieto-Ducados-Cepsa-Derbi  | 46  |

## Zijspanklasse

### De training
In de training van de zijspanklasse waren er geen verrassingen, met Rolf Biland als snelste voor Steve Webster en Egbert Streuer. Masato Kumano en Markus Fährni crashten in de training en raakten zodanig geblesseerd dat ze niet zouden kunnen starten. Ook bakkenist Urs Egloff raakte geblesseerd, waardoor zijn broer Markus in de race met Gavin Simmons zou starten. Daar stond tegenover dat Alfred Zurbrügg weer fit was en hij reed de tiende tijd. 

#### Trainingstijden
| Pos | Coureur         | Bakkenist       | Merk                        | Tijd    |
| --- | --------------- | --------------- | --------------------------- | ------- |
| 1.  | Rolf Biland     | Kurt Waltisperg | Dow Chemical-LCR-Krauser    | 1"38'87 |
| 2.  | Steve Webster   | Tony Hewitt     | Brown-Silkolene-LCR-Krauser | 1"39'40 |
| 3.  | Egbert Streuer  | Geral de Haas   | Lucky Strike-LCR-Yamaha     | 1"39'99 |
| 4.  | Alain Michel    | Jean-Marc Fresc | ELF-LCR-Krauser             | 1"40'39 |
| 5.  | Markus Egloff   | Urs Egloff      | BP-SMS-Yamaha               | 1"40'43 |
| 6.  | Steve Abbott    | Shaun Smith     | Windle-Yamaha               | 1"40'54 |
| 7.  | Barry Brindley  | Graham Rose     | Fowler-Yamaha               | 1"42'44 |
| 8.  | Bernd Scherer   | Thomas Schröder | BSR-Krauser                 | 1"41'86 |
| 9.  | Fritz Stölzle   | Hubert Stölzle  | LCR-Krauser                 | 1"42'02 |
| 10. | Alfred Zurbrügg | Martin Zurbrügg | LCR-Yamaha                  | 1"42'05 |

### De race
Egbert Streuer/Geral de Haas namen de leiding voor Rolf Biland/Kurt Waltisperg en Steve Webster/Tony Hewitt. Webster stelde echter meteen orde op zaken. Hij nam de leiding over en gaf ze niet meer af. Het zou aankomen op de juiste bandenkeuze en Webster testte altijd voor Avon Rubber op Donington Park en hij wist exact welke bandencompound er nodig was. Streuer en Biland reden met Yokohama-banden. Streuer liet zich ook inhalen door Biland en werd zelfs een keer gepasseerd door Alain Michel, maar hij wist dat Biland te veel van zijn banden aan het vragen was en reed het in de tweede helft van de race het gat weer dicht. Webster was niet meer te achterhalen, maar Streuer werd tweede voor Biland. Steve Abbott/Shaun Smith hadden de drie koplopers een tijdje gevolgd, maar vielen met pech uit.
| Pos | Coureur            | Bakkenist        | Merk                        | Tijd     | Grid | Punten |
| --- | ------------------ | ---------------- | --------------------------- | -------- | ---- | ------ |
| 1   | Steve Webster      | Tony Hewitt      | Brown-Silkolene-LCR-Krauser | 40"20'09 | 2    | 20     |
| 2   | Egbert Streuer     | Geral de Haas    | Lucky Strike-LCR-Yamaha     | +11'22   | 3    | 17     |
| 3   | Rolf Biland        | Kurt Waltisperg  | Dow Chemical-LCR-Krauser    | +14'98   | 1    | 15     |
| 4   | Alain Michel       | Jean-Marc Fresc  | ELF-LCR-Krauser             | +17'15   | 4    | 13     |
| 5   | Markus Egloff      | Gavin Simmons    | BP-SMS-Yamaha               | +1"04'95 | 5    | 11     |
| 6   | Fritz Stölzle      | Hubert Stölzle   | LCR-Krauser                 | +1"08'30 | 9    | 10     |
| 7   | Barry Brindley     | Graham Rose      | Fowler-Yamaha               |          | 7    | 9      |
| 8   | René Progin        | Yvan Hunziker    | LCR-Krauser                 |          | 15   | 8      |
| 9   | Billy Gällros      | Julian Tailford  | Yamaha                      |          |      | 7      |
| 10  | Theo van Kempen    | Simon Birchall   | Beijeman-LCR-Krauser        |          | 20   | 6      |
| 11  | Ray Gardner        | Tony Strevens    | LCR-Krauser                 |          |      | 5      |
| 12  | Kenny Howles       | Steve Pointer    | LCR-Krauser                 |          |      | 4      |
| 13  | Yvan Nigrowsky     | Jacques Corbier  | LCR-JPX                     |          |      | 3      |
| 14  | Wolfgang Stropek   | Steve Campbell   | LCR-Krauser                 |          |      | 2      |
| 15  | Tony Baker         | Trevor Hopkinson | LCR-Krauser                 |          |      | 1      |
| 16  | Clive Stirrat      | Simon Prior      | LCR-Krauser                 |          |      |        |
| 17  | Alfred Zurbrügg    | Martin Zurbrügg  | LCR-Yamaha                  |          | 10   |        |
| 18  | Derek Jones        | Peter Brown      | LCR-Yamaha                  |          | 14   |        |
| 19  | Yoshisada Kumagaya | Phillip Coombes  | Windle-Yamaha               |          | 12   |        |
| 20  | Paul Güdel         | Charly Güdel     | Onbekend                    |          |      |        |

| Coureur       | Bakkenist     | Merk       | Oorzaak   | Grid |
| ------------- | ------------- | ---------- | --------- | ---- |
| Masato Kumano | Markus Fährni | LCR-Yamaha | Blessures | 11   |

| Coureur          | Bakkenist       | Merk          | Oorzaak | Grid |
| ---------------- | --------------- | ------------- | ------- | ---- |
| Steve Abbott     | Shaun Smith     | Windle-Yamaha |         | 6    |
| Bernd Scherer    | Thomas Schröder | BSR-Krauser   |         | 8    |
| Rolf Steinhausen | Bruno Hiller    | Busch-ADM     |         | 13   |

| Coureur         | Bakkenist                  | Merk        |
| --------------- | -------------------------- | ----------- |
| Tony Wyssen     | Kilian Wyssen              | LCR-Krauser |
| Barry Smith     | David Smith                | Windle-ADM  |
| Gary Thomas     | Eckart Rösinger            | LCR-Krauser |
| Judd Drew       | Brian Houghton             | LCR-JPX     |
| George Hardwick | Steve Parker of Gary Irlam | LCR-Yamaha  |

| Pos | Coureur          | Bakkenist                           | Merk                          | Ptn |
| --- | ---------------- | ----------------------------------- | ----------------------------- | --- |
| 1   | Steve Webster    | Tony Hewitt                         | Brown-Silkolene-LCR-Krauser   | 115 |
| 2   | Egbert Streuer   | Bernard Schnieders en Geral de Haas | Lucky Strike-LCR-Yamaha       | 103 |
| 3   | Rolf Biland      | Kurt Waltisperg                     | Dow Chemical-LCR-Krauser      | 85  |
| 4   | Alain Michel     | Jean-Marc Fresc                     | ELF-LCR-Krauser               | 79  |
| 5   | Masato Kumano    | Markus Fährni en Gavin Simmons      | LCR-Yamaha                    | 58  |
| 6   | Fritz Stölzle    | Hubert Stölzle                      | LCR-Krauser                   | 57  |
| 7   | Markus Egloff    | Urs Egloff en / Gavin Simmons       | BP-LCR-Yamaha / BP-SMS-Yamaha | 47  |
| 8   | Barry Brindley   | Graham Rose                         | Fowler-Yamaha                 | 46  |
| 9   | Rolf Steinhausen | Bruno Hiller                        | Busch-ADM                     | 42  |
| 10  | Derek Jones      | Peter Brown                         | LCR-Yamaha                    | 37  |

## Trivia

### Te oud?
Eddie Lawson had een bijzondere verklaring voor het feit dat hij meer moeite had met het passeren van achterblijvers dan Kevin Schwantz: "Kevin duwt ze gewoon opzij, maar daar ben ik te oud voor". Lawson (31) was inderdaad ouder dan Schwantz (25). 

### Cees Doorakkers
Cees Doorakkers passeerde start/finish op het moment dat de wedstrijdleider klaar stond om de raceleiders af te vlaggen. Doorakkers zag de vlag en dacht dat de race afgelopen was. Hij rolde uit en werd gepasseerd door Fabio Biliotti en Simon Buckmaster. Omdat hij de ronde niet afmaakte werd hij niet geklasseerd. Het kostte hem de veertiende plaats en daarmee twee punten. 

### Arrestatie
De Australische 125cc-rijder Trevor Manley werd aangehouden omdat hij in het bezit was van valse kaarten. De IRTA had ook nog een appeltje met hem te schillen, want Manley had in Spa-Francorchamps vanuit de IRTA-bus zonder toestemming voor veel geld naar Australië getelefoneerd. 

### Schade
Rolf Biland veroorzaakte in Engeland voor 23.000 Euro aan schade aan zijn eigen motorhome annex werkplaats. De doorrijhoogte bij een viaduct werd daar aangegeven in yards en 4 yards is slechts 3,66 meter…

### Leon Haslam
Leon Haslam, de zoon van Ron Haslam, deed voor het eerst van zich spreken. Hij was pas vijf jaar oud, maar hij raakte geblesseerd door een val met een minibike in het rennerskwartier. 
1977 · 1978 · 1979 · 1980 · 1981 · 1982 · 1983 · 1984 · 1985 · 1986 · 1987 · 1988 · 1989 · 1990 · 1991 · 1992 · 1993 · 1994 · 1995 · 1996 · 1997 · 1998 · 1999 · 2000 · 2001 · 2002 · 2003 · 2004 · 2005 · 2006 · 2007 · 2008 · 2009 · 2010 · 2011 · 2012 · 2013 · 2014 · 2015 · 2016 · 2017 · 2018 · 2019 · 2021 · 2022 · 2023 · 2024 · 2025